# TER👃👃

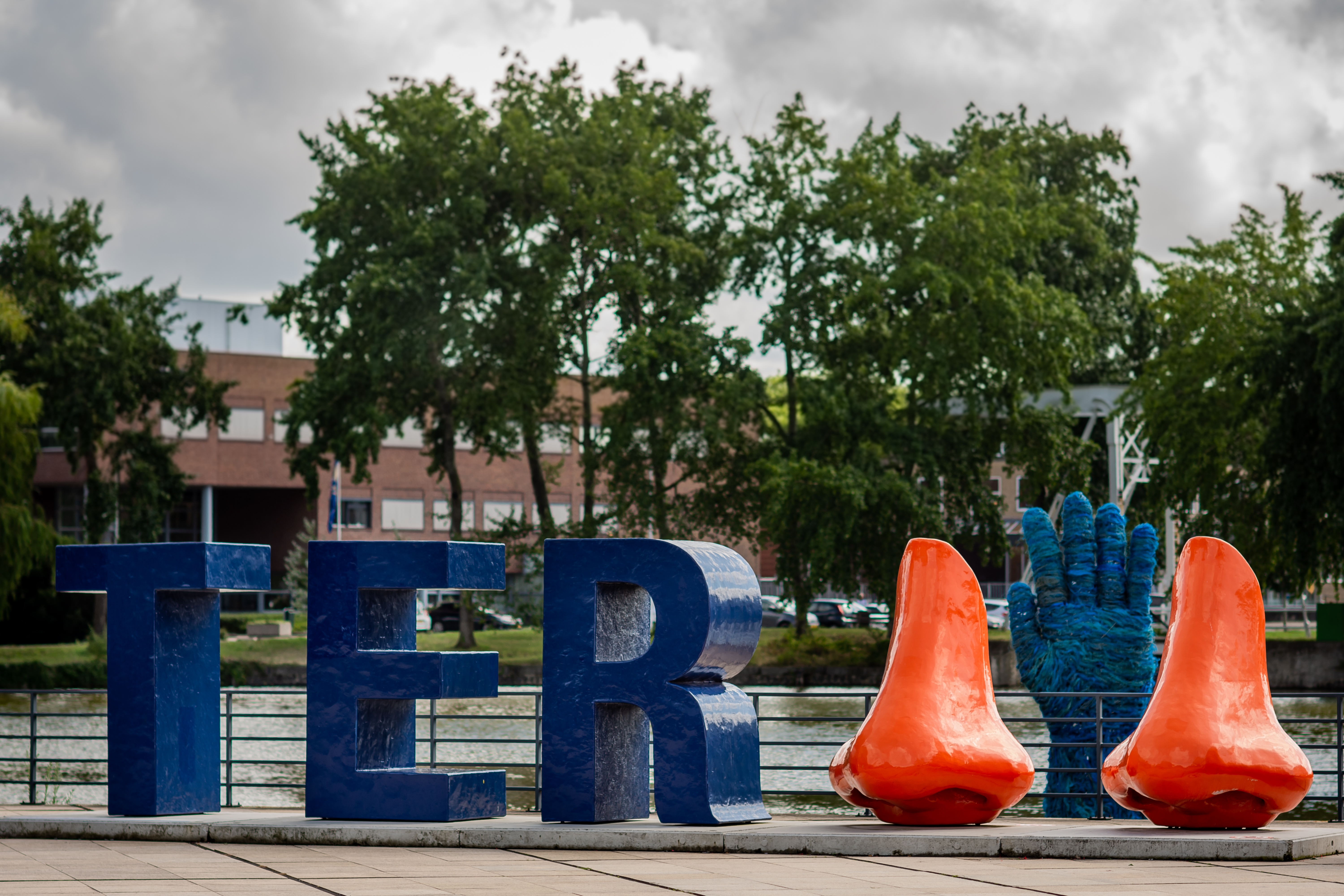
Lettermonument Terneuzen

TER👃👃 (uitspraak: Terneuzen) is een lettermonument in de Zeeuwse stad Terneuzen. Het kunstwerk, bestaande uit drie blauwe letters "TER" en twee oranje neuzen, staat prominent op het Stadhuisplein tegenover het stadhuis van Terneuzen. Met een hoogte van twee meter is het bedoeld als blikvanger en toeristische attractie.

## Ontstaan en doel
Het idee voor het monument kwam van de Wijkraad Binnenstad, die vond dat de plaatsnaam zich  er goed voor leende. De naam verwijst naar een of meer landtongen oftewel nessen en dit woord is etymologisch daadwerkelijk verwant met neus.
De wijkraad wilde de 'saaie' Oostkolk en het omliggende Stadhuisplein opfleuren met een humoristische knipoog die toeristen een leuk fotomoment zou geven. Het project werd uitgevoerd door Jan Vinke van het multimediabedrijf Recht door Zee in Sas van Gent. De totale kosten bedroegen ongeveer €19.300.

## Ontvangst en debat
Bij de aankondiging van het kunstwerk ontstond discussie in de lokale politiek. Met name de PvdA en PVV waren fel tegen en pleitten voor een referendum, zodat inwoners zich over het project konden uitspreken. De Volkskrant raadpleegde stadsmarketeer Roeland Tameling. Hij was kritisch en vond dat het ontwerp de identiteit van de stad onvoldoende weerspiegelde. Volgens hem zou het beter passen bij een stad met humor in het DNA, maar hij zag er wel een mooie anekdote in voor stadsgidsen.
Het monument werd op 25 maart 2021 geplaatst en zorgde aanvankelijk voor verwarring onder inwoners; sommigen dachten aan een vroege 1 aprilgrap. Het object werd echter druk bezocht. Binnen de kortste keren waren er door bezoekers zoveel namen en andere krassen in het monument gemaakt, dat het polyester na een half jaar van een nieuwe verflaag moest worden voorzien.

## Inspiratie en context
Hoewel Terneuzen niet de eerste Nederlandse stad is met een monument van letters, is de combinatie van letters en neuzen uniek. De inspiratie voor TER👃👃 kwam deels van een monument "ROER👄" in Roermond, waarbij de 👄 een zitbank vormt. Andere steden, zoals Amsterdam (met het sculptuur I amsterdam) en Hulst, hebben eveneens letterkunstwerken als onderdeel van hun stadsmarketing.
Met het kunstwerk probeert Terneuzen zichzelf op een humoristische manier op de kaart te zetten en bezoekers een creatieve beleving te bieden. Het dient niet alleen als eyecatcher, maar doorbreekt ook de wat zakelijke uitstraling van het plein rondom het stadhuis.